# 工具人
工具人是一個管理學概念。管理學理論認為，在現代管理學理論提出之前，管理對象被當成工具使用。在工具人階段，管理者單純發佈命令，管理對象完全被動地接受命令；因此這一階段的管理屬於工具人階段，被當作工具使用的奴隸就是工具人階段的體現之一。緊接工具人的階段是經濟人階段。